# 커비 그랜트

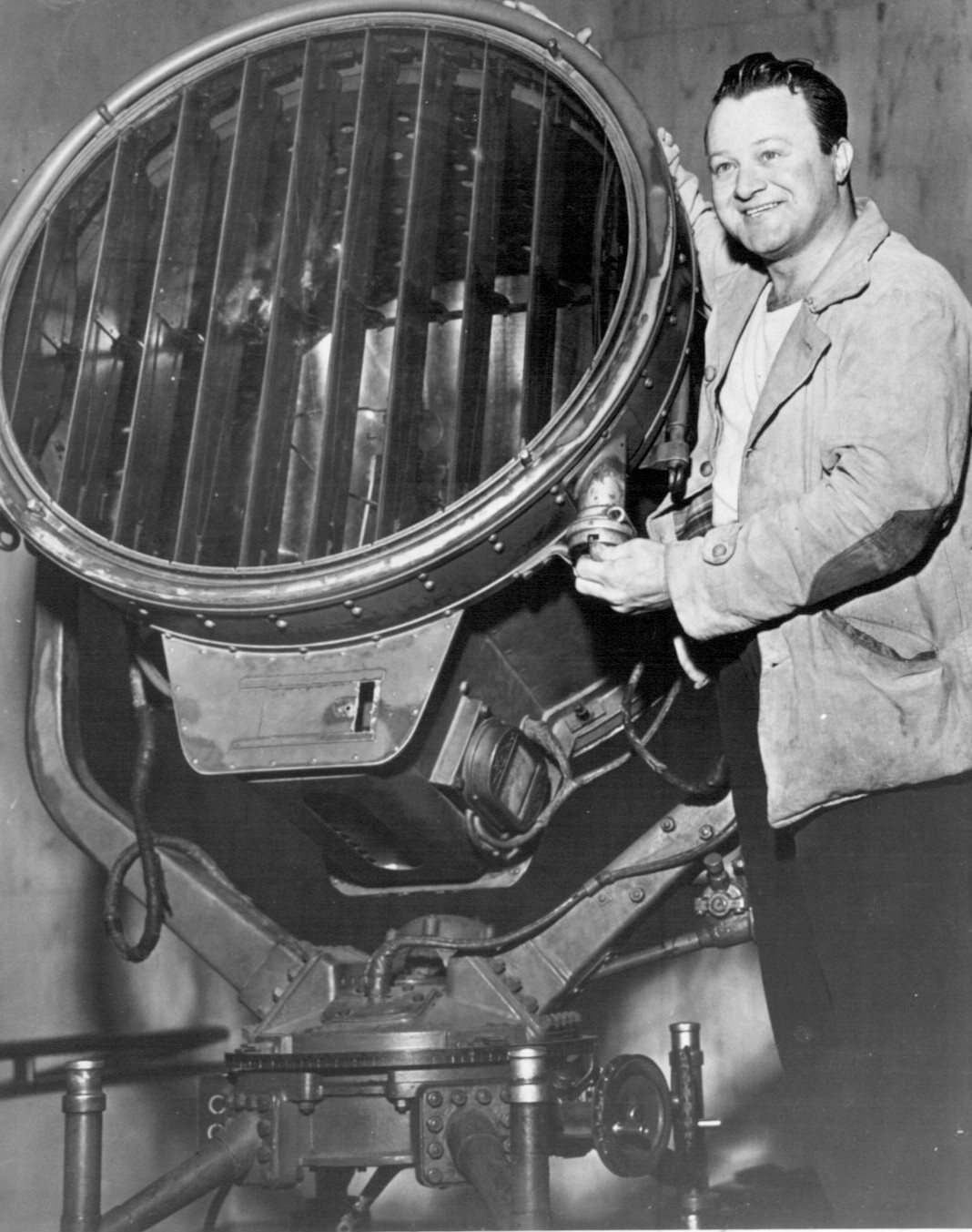

커비 그랜트(Kirby Grant, 1911년 11월 24일 ~ 1985년 10월 30일)는 미국의 배우, 음악가, 텔레비전 배우, 영화배우이다.
뷰트에서 태어났다.

## 영화
- 헬로우 프리스코, 헬로우 (1943년)
- 마이 페이버릿 브론드 (1942년)
- 아이 드림 투 머치 (1935년)